# Периодично језеро
Периодично језеро, такође и ефемерно је језеро које према услову формирања водног биланса има воду само за време јаких киша или поплава. Таква језера су карактеристична за области суве климе. Међу најпознатија ефемерична језера убрајају се — Карнеги и Ковал, у Аустралији, Мистик, у Калифорнији и др. Овде се могу укључити и периодична крашка језера која се формирају у крашким пољима за време већих поплава.